# Familia real sueca
La familia real sueca (en sueco: Svenska kungafamiljen), está formada, desde 1818, por miembros de la familia de los Bernadotte, estrechamente vinculadas al rey de Suecia. Actualmente, aquellos que están reconocidos por el gobierno sueco, tienen derecho a ostentar títulos reales, y desempeñar compromisos y deberes de estado. 
La familia del rey de Suecia (en sueco: Sveriges kungliga familj), comprende otros parientes cercanos al monarca, pero que no pertenecen a la casa real.

## Historia
Artículo principal: Monarquía en Suecia

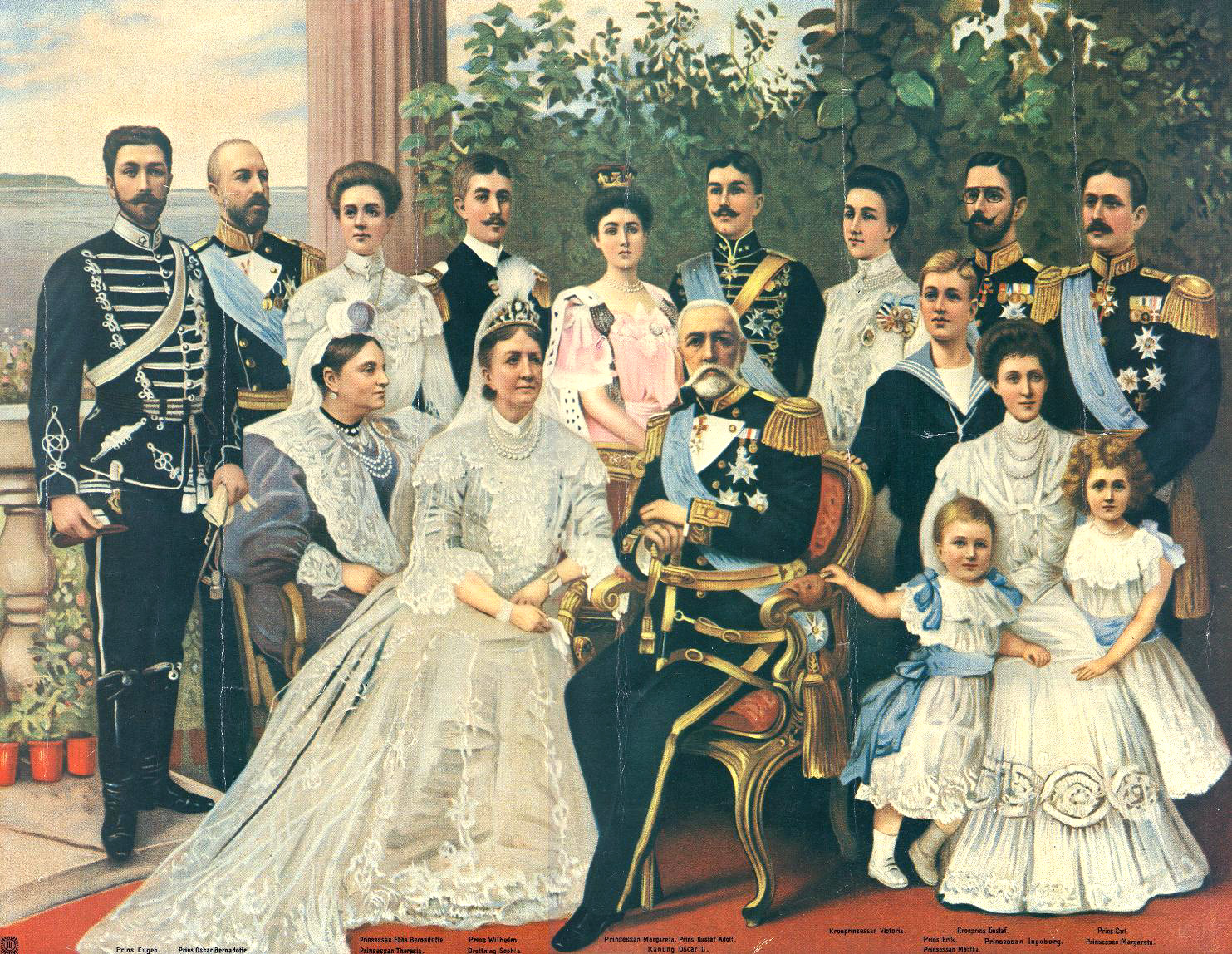
Los miembros de la familia real sueca en 1905

La Familia Real Sueca ha podido ser identificada como existente ya desde el siglo X d. C, pero para ser más precisos, sólo pudo ser registrada como tal durante los dos o tres siglos siguientes. 
Los monarcas históricamente confirmados están listados oficialmente por la Corte Real Sueca.
Hasta aproximadamente el año 1620, las provincias suecas eran concedidas como herencias territoriales a los príncipes reales, los cuales, como duques de las mismas, gobernaban semiautónomicamente. Empezando desde el reinado de Gustavo III, las provincias ducadas existen en la familia real sólo nominalmente y como títulos no hereditarios, aunque varios miembros de la familia real han mantenido una conexión pública especial con la región, y de vez en cuando una segunda residencia en "su ducado".
Los hijos de reyes suecos han ostentado el título de príncipe o princesa como un rango de la dinastía. En raras ocasiones este título también ha sido ostentado como rango de nobleza o como título de cortesía para un exmiembro de la dinastía.

## Miembros de la familia real

### El monarca y su consorte
| MIEMBRO                | ESCUDO | PERFIL | EDAD    |
| ---------------------- | ------ | --- | ------- |
| Rey Carlos XVI Gustavo |        | Rey de Suecia. Asumió la corona desde el fallecimiento de su abuelo el rey Gustavo VI Adolfo, el 15 de septiembre de 1973. Es jefe de la Casa real de Bernadotte y ostentó también el título de duque de Jämtland hasta su coronación. | 79 años |
| Reina Silvia           |        | Reina consorte de Suecia. De origen plebeyo, nacida en Heidelberg, Alemania. Se convirtió en reina consorte tras su matrimonio con Carlos XVI Gustavo el 19 de junio de 1976.                                                          | 81 años |

### Los hijos del rey
| MIEMBRO                | ESCUDO | PERFIL | EDAD    |
| ---------------------- | ------ | --- | ------- |
| Princesa Victoria      |        | Princesa heredera de Suecia y duquesa de Västergötland, nacida el 14 de julio de 1977 en Estocolmo, Suecia. Es la heredera inmediata al trono sueco por ser la primogénita de los reyes de Suecia. | 47 años |
| Príncipe Carlos Felipe |        | Príncipe de Suecia y duque de Värmland, nacido el 13 de mayo de 1979 en Estocolmo, Suecia. Es el cuarto en la línea de sucesión al trono sueco.                                                    | 46 años |
| Princesa Magdalena     |        | Princesa de Suecia y duquesa de Hälsingland y Gästrikland, nacida el 10 de junio de 1982 en Estocolmo, Suecia. Es la novena en la línea de sucesión al trono.                                      | 43 años |

### Los nietos del rey
| MIEMBRO            | ESCUDO | PERFIL | EDAD    |
| ------------------ | ------ | --- | ------- |
| Princesa Estela    |        | Princesa de Suecia y duquesa de Östergötland, nacida el 23 de febrero de 2012 en Solna, Suecia. Es la segunda en la línea de sucesión al trono sueco por ser la primogénita de la princesa heredera Victoria y el príncipe Daniel. | 13 años |
| Príncipe Óscar     |        | Príncipe de Suecia y duque de Escania, nacido el 2 de marzo de 2016 en Solna, Suecia. Es el tercero en la línea de sucesión al trono sueco por ser el segundo hijo de la princesa heredera Victoria y el príncipe Daniel.          | 9 años  |
| Príncipe Alejandro |        | Príncipe de Suecia y duque de Södermanland, nacido el 19 de abril de 2016 en Danderyd, Suecia. Es el quinto en la línea de sucesión al trono sueco. Primógenito del príncipe Carlos Felipe y la princesa Sofía.                    | 9 años  |
| Príncipe Gabriel   |        | Príncipe de Suecia y duque de Dalecarlia, nacido el 31 de agosto de 2017 en Danderyd, Suecia. Es el sexto en la línea de sucesión al trono sueco. Segundo hijo del príncipe Carlos Felipe y la princesa Sofía.                     | 7 años  |
| Príncipe Julián    |        | Príncipe de Suecia y duque de Halland, nacido el 26 de marzo de 2021 en Danderyd, Suecia. Es el séptimo en la línea de sucesión al trono sueco. Tercer hijo del príncipe Carlos Felipe y la princesa Sofía.                        | 4 años  |
| Princesa Inés      |        | Princesa de Suecia y duquesa de Västerbotten, nacida el 7 de febrero de 2025 en Danderyd, Suecia. Es la octava en la línea de sucesión al trono sueco. Cuarta hija del príncipe Carlos Felipe y la princesa Sofía.                 | 0 años  |
| Princesa Leonor    |        | Princesa de Suecia y duquesa de Gotland, nacida el 20 de febrero de 2014 en Nueva York, Estados Unidos. Es la novena en la línea de sucesión al trono sueco. Primogénita de la princesa Magdalena y Christopher O'Neill.           | 11 años |
| Príncipe Nicolás   |        | Príncipe de Suecia y duque de Ångermanland, nacido el 15 de junio de 2015 en Danderyd, Suecia. Es el décimo en la línea de sucesión al trono sueco. Segundo hijo de la princesa Magdalena y Christopher O'Neill.                   | 10 años |
| Princesa Adriana   |        | Princesa de Suecia y duquesa de Blekinge, nacida el 9 de marzo de 2018 en Danderyd, Suecia. Es la undécima en la línea de sucesión al trono sueco. Tercera hija de la princesa Magdalena y Christopher O'Neill.                    | 7 años  |

### Los yernos y nueras del rey
| MIEMBRO             | ESCUDO              | PERFIL | EDAD    |
| ------------------- | ------------------- | --- | ------- |
| Príncipe Daniel     |                     | Príncipe de Suecia y duque consorte de Västergötland. De origen plebeyo, nacido en Örebro, Suecia, el 15 de septiembre de 1973. Se convirtió en príncipe de Suecia tras su matrimonio con la Princesa heredera Victoria el 19 de junio de 2010.                                                                       | 51 años |
| Princesa Sofía      |                     | Princesa de Suecia y duquesa consorte de Värmland. De origen plebeyo, nacida en Danderyd, Suecia, el 6 de diciembre de 1984. Se convirtió en princesa de Suecia tras su matrimonio con el príncipe Carlos Felipe el 13 de junio de 2015.                                                                              | 40 años |
| Christopher O'Neill | Christopher O'Neill | De origen plebeyo, nacido en Londres, Reino Unido, el 27 de junio de 1974. Contrajo matrimonio con la princesa Magdalena el 8 de junio de 2013. Al renunciar a los títulos nobiliarios que le correspondían por casarse con una princesa sueca, O'Neill forma parte de la familia del rey pero no de la familia real. | 51 años |

## Otros miembros de la familia real
| MIEMBRO            | ESCUDO | PERFIL | EDAD    |
| ------------------ | --- | --- | ------- |
| Princesa Margarita | | Princesa Margarita, Sra Ambler, nacida el 31 de octubre de 1934 en Solna, Suecia. Es hermana mayor del actual rey de Suecia. Perdió el tratamiento de Alteza Real al casarse con Jonh Ambler, de origen plebeyo. | 90 años |
| Princesa Désirée   | Princesa Désirée, baronesa viuda Silfverschiöld, nacida el 2 de junio de 1938 en Solna, Suecia. Es hermana mayor del actual rey de Suecia. Perdió el tratamiento de Alteza Real al casarse con el barón Nils August Otto Carl Niclas Silfverschiöld, por tener un rango social menor al suyo. | 87 años |         |
| Princesa Cristina  | Princesa Cristina, Sra. Magnuson, nacida el 31 de agosto de 1943 en Solna, Suecia. Es hermana mayor del actual rey de Suecia. Perdió el tratamiento de Alteza Real al casarse con Tord Gösta Magnuson, de origen plebeyo.                                                                     | 81 años |         |

## Ducados
| Imagen                | Nombre             | Inicio              | Final      | Consorte            | Imagen | Inicio             | Final              |
| --------------------- | ------------------ | ------------------- | ---------- | ------------------- | ------ | ------------------ | ------------------ |
| Ducado de Hälsingland |                    |                     |            |                     |        |                    |                    |
|                       | Princesa Magdalena | 10 de junio de 1982 | Actualidad | Christopher O'Neill |        | Renuncia al título | Renuncia al título |

| Imagen                 | Nombre           | Inicio              | Final      | Consorte | Imagen | Inicio | Final |
| ---------------------- | ---------------- | ------------------- | ---------- | -------- | ------ | ------ | ----- |
| Ducado de Ångermanland |                  |                     |            |          |        |        |       |
|                        | Príncipe Nicolás | 15 de junio de 2015 | Actualidad | x        | x      | x      | x     |

| Imagen             | Nombre                           | Inicio             | Final                    | Consorte         | Imagen | Inicio                                                  | Final                                                   |
| ------------------ | -------------------------------- | ------------------ | ------------------------ | ---------------- | ------ | ------------------------------------------------------- | ------------------------------------------------------- |
| Ducado de Jämtland |                                  |                    |                          |                  |        |                                                         |                                                         |
|                    | Príncipe heredero Carlos Gustavo | 7 de junio de 1946 | 15 de septiembre de 1973 | Silvia de Suecia |        | No recibe el título a convertirse directamente en reina | No recibe el título a convertirse directamente en reina |

| Imagen                  | Nombre                     | Inicio                | Final                 | Consorte          | Imagen | Inicio               | Final               |
| ----------------------- | -------------------------- | --------------------- | --------------------- | ----------------- | ------ | -------------------- | ------------------- |
| Ducado de Västergötland |                            |                       |                       |                   |        |                      |                     |
|                         | Príncipe Carlos            | 27 de febrero de 1861 | 24 de octubre de 1951 | Princesa Ingeborg |        | 27 de agosto de 1897 | 12 de marzo de 1958 |
|                         | Princesa heredera Victoria | 9 de enero de 1980    | Actualidad            | Príncipe Daniel   |        | 9 de junio de 2010   | Actualidad          |

| Imagen                | Nombre             | Inicio              | Final      | Consorte            | Imagen | Inicio             | Final              |
| --------------------- | ------------------ | ------------------- | ---------- | ------------------- | ------ | ------------------ | ------------------ |
| Ducado de Gästrikland |                    |                     |            |                     |        |                    |                    |
|                       | Princesa Magdalena | 10 de junio de 1982 | Actualidad | Christopher O'Neill |        | Renuncia al título | Renuncia al título |

| Imagen            | Nombre           | Inicio               | Final              | Consorte        | Imagen | Inicio              | Final                  |
| ----------------- | ---------------- | -------------------- | ------------------ | --------------- | ------ | ------------------- | ---------------------- |
| Ducado de Dalarna |                  |                      |                    |                 |        |                     |                        |
|                   | Príncipe Augusto | 24 de agosto de 1831 | 4 de marzo de 1873 | Princesa Teresa |        | 16 de abril de 1864 | 9 de noviembre de 1914 |
|                   | Príncipe Gabriel | 31 de agosto de 2017 | Actualidad         | x               | x      | x                   | x                      |

| Imagen             | Nombre                    | Inicio              | Final                  | Consorte          | Imagen | Inicio                   | Final                  |
| ------------------ | ------------------------- | ------------------- | ---------------------- | ----------------- | ------ | ------------------------ | ---------------------- |
| Ducado de Värmland |                           |                     |                        |                   |        |                          |                        |
|                    | Príncipe Carlos Adolfo    | 3 de julio de 1798  | 10 de julio de 1798    | x                 | x      | x                        | x                      |
|                    | Príncipe heredero Gustavo | 16 de junio de 1858 | 8 de diciembre de 1907 | Princesa Victoria |        | 20 de septiembre de 1881 | 8 de diciembre de 1907 |
|                    | Príncipe Carlos Felipe    | 13 de mayo de 1979  | Actualidad             | Princesa Sofía    |        | 13 de junio de 2015      | Actualidad             |

| Imagen                 | Nombre                  | Inicio                   | Final               | Consorte          | Imagen | Inicio             | Final               |
| ---------------------- | ----------------------- | ------------------------ | ------------------- | ----------------- | ------ | ------------------ | ------------------- |
| Ducado de Södermanland |                         |                          |                     |                   |        |                    |                     |
|                        | Príncipe Carlos         | 11 de septiembre de 1772 | 6 de junio de 1809  | Princesa Carlota  |        | 7 de julio de 1774 | 6 de junio de 1809  |
|                        | Príncipe heredero Óscar | 26 de septiembre de 1810 | 8 de marzo de 1844  | Princesa Josefina |        | 22 de mayo de 1823 | 8 de marzo de 1844  |
|                        | Príncipe Carlos Óscar   | 14 de diciembre de 1852  | 13 de marzo de 1854 | x                 | x      | x                  | x                   |
|                        | Príncipe Guillermo      | 17 de junio de 1884      | 5 de junio de 1965  | Princesa María    |        | 3 de mayo de 1908  | 13 de marzo de 1914 |
|                        | Príncipe Alejandro      | 2016                     | Actualidad          | x                 | x      | x                  | x                   |

| Imagen                 | Nombre                   | Inicio                | Final                    | Consorte       | Imagen | Inicio                                         | Final                                          |
| ---------------------- | ------------------------ | --------------------- | ------------------------ | -------------- | ------ | ---------------------------------------------- | ---------------------------------------------- |
| Ducado de Östergötland |                          |                       |                          |                |        |                                                |                                                |
|                        | Príncipe Federico Adolfo | 18 de julio de 1750   | 12 de diciembre de 1803  | x              | x      | x                                              | x                                              |
|                        | Príncipe heredero Óscar  | 21 de enero de 1829   | 18 de septiembre de 1872 | Princesa Sofía |        | 6 de julio de 1857                             | 18 de septiembre de 1872                       |
|                        | Príncipe Carlos          | 10 de enero de 1911   | 6 de julio de 1937       | Elsa von Rosen |        | No recibe título al no pertenecer a la nobleza | No recibe título al no pertenecer a la nobleza |
|                        | Princesa Estela          | 23 de febrero de 2012 | Actualidad               | x              | x      | x                                              | x                                              |

| Imagen            | Nombre          | Inicio                | Final              | Consorte        | Imagen | Inicio                 | Final               |
| ----------------- | --------------- | --------------------- | ------------------ | --------------- | ------ | ---------------------- | ------------------- |
| Ducado de Halland |                 |                       |                    |                 |        |                        |                     |
|                   | Príncipe Bertil | 28 de febrero de 1912 | 5 de enero de 1997 | Princesa Lilian |        | 7 de diciembre de 1976 | 10 de marzo de 2013 |
|                   | Príncipe Julián | 26 de marzo de 2021   | Actualidad         | x               | x      | x                      | x                   |

| Imagen             | Nombre           | Inicio             | Final      | Consorte | Imagen | Inicio | Final |
| ------------------ | ---------------- | ------------------ | ---------- | -------- | ------ | ------ | ----- |
| Ducado de Blekinge |                  |                    |            |          |        |        |       |
|                    | Princesa Adriana | 9 de marzo de 2018 | Actualidad | x        | x      | x      | x     |

| Imagen            | Nombre                           | Inicio                  | Final                    | Consorte                          | Imagen | Inicio                                     | Final                                      |
| ----------------- | -------------------------------- | ----------------------- | ------------------------ | --------------------------------- | ------ | ------------------------------------------ | ------------------------------------------ |
| Ducado de Escania |                                  |                         |                          |                                   |        |                                            |                                            |
|                   | Príncipe heredero Carlos         | 3 de mayo de 1826       | 8 de julio de 1859       | Princesa Luisa                    |        | 19 de junio de 1850                        | 8 de julio de 1859                         |
|                   | Príncipe heredero Gustavo Adolfo | 11 de noviembre de 1882 | 29 de septiembre de 1950 | Princesa Margarita Princesa Luisa |        | 15 de junio de 1905 3 de noviembre de 1923 | 1 de mayo de 1920 29 de septiembre de 1950 |
|                   | Príncipe Óscar                   | 2 de marzo de 2016      | Actualidad               | x                                 | x      | x                                          | x                                          |

| Imagen            | Nombre          | Inicio                  | Final               | Consorte              | Imagen | Inicio                                         | Final                                          |
| ----------------- | --------------- | ----------------------- | ------------------- | --------------------- | ------ | ---------------------------------------------- | ---------------------------------------------- |
| Ducado de Gotland |                 |                         |                     |                       |        |                                                |                                                |
|                   | Príncipe Óscar  | 15 de noviembre de 1859 | 15 de marzo de 1888 | Ebba Munck af Fulkila |        | No recibe título al no pertenecer a la nobleza | No recibe título al no pertenecer a la nobleza |
|                   | Princesa Leonor | 20 de febrero de 2014   | Actualidad          | x                     | x      | x                                              | x                                              |

| Imagen                 | Nombre                  | Inicio               | Final               | Consorte        | Imagen | Inicio                | Final                   |
| ---------------------- | ----------------------- | -------------------- | ------------------- | --------------- | ------ | --------------------- | ----------------------- |
| Ducado de Västerbotten |                         |                      |                     |                 |        |                       |                         |
|                        | Príncipe Gustavo Adolfo | 22 de abril de 1906  | 26 de enero de 1947 | Princesa Sibila |        | 19 de octubre de 1932 | 28 de noviembre de 1972 |
|                        | Princesa Inés           | 7 de febrero de 2025 | Actualidad          | x               | x      | x                     | x                       |

| Imagen            | Nombre                     | Inicio              | Final                    | Consorte     | Imagen | Inicio                                         | Final                                          |
| ----------------- | -------------------------- | ------------------- | ------------------------ | ------------ | ------ | ---------------------------------------------- | ---------------------------------------------- |
| Ducado de Uppland |                            |                     |                          |              |        |                                                |                                                |
|                   | Príncipe Francisco Gustavo | 18 de junio de 1827 | 24 de septiembre de 1852 | x            | x      | x                                              | x                                              |
|                   | Príncipe Sigvard           | 7 de junio de 1907  | 8 de marzo de 1934       | Erica Patzek | x      | No recibe título al no pertenecer a la nobleza | No recibe título al no pertenecer a la nobleza |

| Imagen               | Nombre               | Inicio                | Final                 | Consorte         | Imagen | Inicio                                         | Final                                          |
| -------------------- | -------------------- | --------------------- | --------------------- | ---------------- | ------ | ---------------------------------------------- | ---------------------------------------------- |
| Ducado de Dalecarlia |                      |                       |                       |                  |        |                                                |                                                |
|                      | Príncipe Carlos Juan | 31 de octubre de 1916 | 19 de febrero de 1946 | Kerstin Wijkmark | x      | No recibe título al no pertenecer a la nobleza | No recibe título al no pertenecer a la nobleza |

| Imagen                | Nombre        | Inicio              | Final                    | Consorte | Imagen | Inicio | Final |
| --------------------- | ------------- | ------------------- | ------------------------ | -------- | ------ | ------ | ----- |
| Ducado de Västmanland |               |                     |                          |          |        |        |       |
|                       | Príncipe Erik | 20 de abril de 1889 | 20 de septiembre de 1918 | x        | x      | x      | x     |

| Imagen          | Nombre           | Inicio              | Final                | Consorte | Imagen | Inicio | Final |
| --------------- | ---------------- | ------------------- | -------------------- | -------- | ------ | ------ | ----- |
| Ducado de Närke |                  |                     |                      |          |        |        |       |
|                 | Príncipe Eugenio | 1 de agosto de 1865 | 17 de agosto de 1947 | x        | x      | x      | x     |

| Imagen            | Nombre                  | Inicio            | Final               | Consorte        | Imagen          | Inicio | Final                                          |
| ----------------- | ----------------------- | ----------------- | ------------------- | --------------- | --------------- | ------ | ---------------------------------------------- |
| Ducado de Småland |                         |                   |                     |                 |                 |        |                                                |
|                   | Príncipe Carlos Gustavo | 1782              | 1783                | x               | x               | x      | x                                              |
|                   | Príncipe Lennart        | 8 de mayo de 1909 | 11 de marzo de 1932 | Karin Nissvandt | Karin Nissvandt |        | No recibe título al no pertenecer a la nobleza |